# Leyes Siccardi
Las Leyes Sicardi («Leggi Siccardi») fueron un texto legislativo aprobado en el año 1850 en Turín, en el entonces Reino de Cerdeña.
Tras haber conseguido el apoyo de Víctor Manuel II, el gobierno italiano de Massimo D'Azeglio emprendió un programa de reformas sociales y económicas con el propósito de liberar al país de la influencia feudal que aún estaba presente en las instancias jurídicas del Reino de Cerdeña y concretar las innovaciones de 1848 que dieron origen a la moderna Italia burguesa. En este contexto histórico Sicardi propuso un conjunto del leyes, que fueron aprobadas inmediatamente con una gran mayoría, a pesar de la oposición de los conservadores animados por las autoridades eclesiásticas. Esa resistencia se debía sobre todo a la abolición de tres grandes privilegios de que gozaba el clero en el Reino, y que eran el foro eclesiástico, un tribunal que concedía inmunidad civil a los eclesiásticos, el derecho de asilo, o impunidad jurídica para los que solicitaban asilo en las iglesias, y la manomorta, un lucrativo privilegio en las posesiones de terrenos.
La resistencia a estas leyes prosiguió incluso después de ser promulgadas y tuvo como consecuencia la detención del arzobispo de Turín, Luigi Fransoni, que fue procesado y condenado a un mes de prisión tras haber invitado al clero a desobedecer dichas órdenes.
Las Leyes Sicardi marcaron el comienzo de un largo conflicto entre la monarquía de los Saboya y el Papado, conflicto que se hizo más virulento en 1852 con el proyecto de matrimonio civil.
- Datos: Q2253464